# Alcalà de Xivert
Alcalà de Xivert – gmina w Hiszpanii, w prowincji Castellón, we wspólnocie autonomicznej Walencja, o powierzchni 167,56 km². W 2011 roku liczyła 8218 mieszkańców.